# ニンソン県

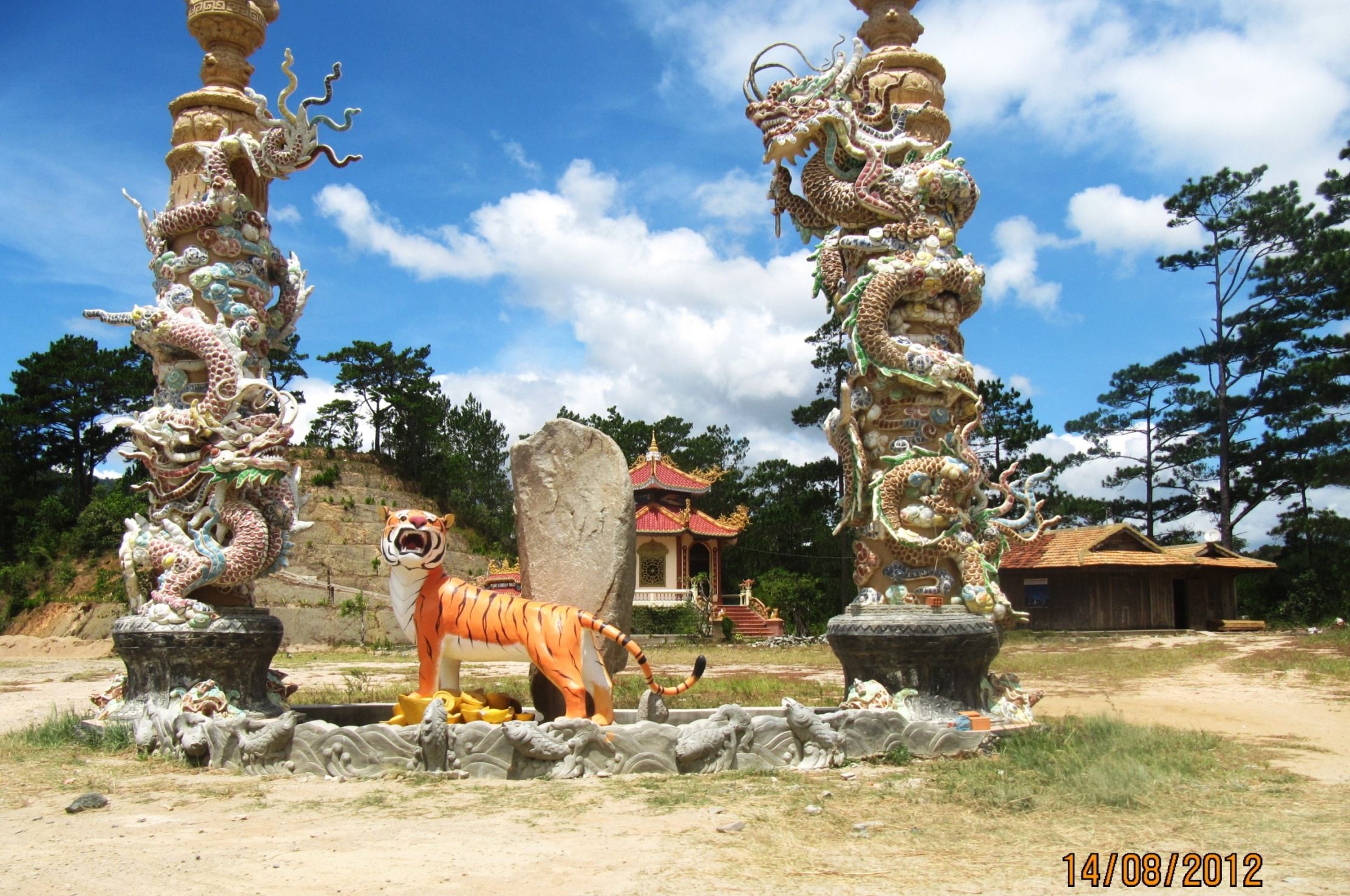
ソンパ峠

ニンソン県（ニンソンけん、ベトナム語：Huyện Ninh Sơn / 縣寧山?）は、ベトナム社会主義共和国ニントゥアン省の県。面積は771.81 km²、人口は76,664人（2017年）である。

## 行政区画
1市鎮7社から構成される。